# Possagno
Possagno é uma comuna italiana da região do Vêneto, província de Treviso, com cerca de 2.034 habitantes. Estende-se por uma área de 12 km², tendo uma densidade populacional de 170 hab/km². Faz fronteira com Alano di Piave (BL), Castelcucco, Cavaso del Tomba, Paderno del Grappa.

## Demografia
| Variação demográfica do município entre 1861 e 2011                               |
|                                                                                   |
| Fonte: Istituto Nazionale di Statistica (ISTAT) - Elaboração gráfica da Wikipedia |